# 三原子氢
三原子氢（H3）是一种由三个氢原子构成的不稳定分子。
这种中性的分子可以在低压放电管中制备：
它很容易通过下列方式分解：
{\displaystyle H_{3}\quad \longrightarrow \quad H_{3}^{+}\ +\ e^{-}} 
{\displaystyle H_{3}^{+}\ +\ e^{-}\quad \longrightarrow \quad H_{3}^{*}\quad \longrightarrow \quad H\ +\ H_{2}}
{\displaystyle H_{3}^{+}\ +\ e^{-}\quad \longrightarrow \quad H_{3}^{*}\quad \longrightarrow \quad H\ +\ H\ +\ H}
这种分子只能以激发态存在。这是一些激发态的例子： 2sA1' 3sA1' 2pA2" 3dE' 3DE" 3dA1' 3pE' 3pA2"。2p2A2"激发态的寿命为700纳秒。如果分子失去能量并回到低能级，它将迅速自动分解能量最低的介稳态2sA1'能量为-3.777 eV，比H3+和e-状态低，但是只能存在大约1皮秒。
最稳定的状态可能是三氢阳离子获得一个离域电子。